# Carron Bridge (Carron)
Die Carron Bridge ist eine Straßen- und ehemalige Eisenbahnbrücke in der schottischen Ortschaft Carron in der Council Area Moray. 1987 wurde die Bogenbrücke in die schottischen Denkmallisten in der höchsten Denkmalkategorie A aufgenommen.

## Geschichte
Die Brücke wurde als Spey-Querung für die Strathspey Line errichtet. Nach Baubeginn 1862 wurde sie im Folgejahr fertiggestellt. Den Entwurf im Stile der Brücken Telfords lieferte der für die Great North of Scotland Railway tätige Ingenieur Alexander Gibb. Die Produktion führte die in Aberdeen ansässige Gießerei William McKinnon and Co aus. Die Brücke führte zunächst die eingleisig ausgebaute Strathspey Railway sowie eine Straße zwischen Carron und Aberlour über den Spey. Nach der Auflassung der Bahnstrecke im Jahre 1968 wurden die Gleise entfernt und die Carron Bridge fortan ausschließlich als Straßenbrücke genutzt. Die Straße ist seitdem zweispurig geführt.
1993 wurde der Vorschlag eingebracht, die Carron Bridge neu als Stahlbrücke zu bauen. Dies wurde durch Historic Scotland verhindert und die Carron Bridge stattdessen restauriert. Sie gilt als die letzte in Schottland errichtete gusseiserne Eisenbahnbrücke.

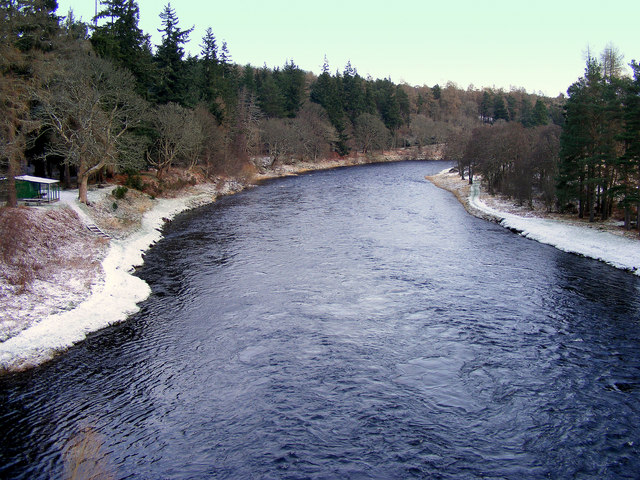
Blick von der Brücke stromabwärts

## Beschreibung
Der gusseiserne Viadukt quert den Spey am Ostrand von Carron. Die Bogenbrücke besteht aus einem 45,7 Meter weiten segmentbogigen Hauptbogen und zwei kleineren Vorlandbögen, deren lichte Weiten 7,6 Meter betragen. Die lichte Höhe des Hauptbogens beträgt 6,1 Meter. Er besteht aus sieben separat gegossenen Segmenten, die mit Bolzen verschraubt sind. Die Bogenzwickel sind als diagonales Fachwerk ausgeführt. Die Widerlager aus bossierten Steinquadern sind mit dreieckigen Strömungsteilern ausgeführt. Diese sind bis über die niedrigen Brüstungen fortgeführt.